# 印度駐臺代表列表
本列表是印度派驻中華民國（臺灣）的外交最高官员。雙方已無正式外交關係。

## 斷交後印度駐中華民國外交官
1995年成立實質外交單位的印度－台北協會。會長為實質上的大使。
- 史泰朗[1]
- 羅國棟[2]
- 趙志恆[2][3]
- 史達仁（2016年[4]－2020年）
- 戴國瀾（2020年[5]－2023年8月）
- 葉達夫（2023年8月－）

## 資料來源
1. ↑  施懿倫. . 經貿透視雙周刊. 2009-07-01  [2025-01-06]. （原始内容存档于2025-01-21） （中文（臺灣））.
2. 1 2  中央社. . 中央社. 2013-08-01  [2024-07-14]. （原始内容存档于2024-07-15） （中文（臺灣））.
3. ↑  立法院. . 立法院.   [2024-07-14]. （原始内容存档于2024-07-14） （中文（臺灣））.
4. ↑  
印度駐台代表史達仁︰新南向加東進 台印關係新動能 （页面存档备份，存于） 2017.10.30 自由時報
5. ↑  陳韻聿. . 中央通訊社. 2021年1月9日  [2021年6月16日]. （原始内容存档于2022年4月15日）.

## 外部連結
- 印度-台北協會（Facebook）